# Trentepohlia acanthophora
Trentepohlia acanthophora är en tvåvingeart som beskrevs av Alexander 1973. Trentepohlia acanthophora ingår i släktet Trentepohlia och familjen småharkrankar. Inga underarter finns listade i Catalogue of Life.